# Saarland Feuerversicherung
Die SAARLAND Feuerversicherung AG ist ein Personen- und Sachversicherer und unter der Regionalmarke SAARLAND Versicherungen bekannt, die zu den Öffentlichen Versicherern sowie zur Sparkassen-Finanzgruppe gehört. Die 1951 gegründete SAARLAND Feuerversicherung AG ist eine der ersten deutschen Versicherer in dem 1957 an Deutschland angegliederten Saarland, der bis heute seinen Sitz in Saarbrücken hat.
Die SAARLAND Feuerversicherung AG ist Teil des Konzerns Versicherungskammer, dem größten öffentlichen Versicherer Deutschlands. Mit den saarländischen Sparkassen, der SaarLB und der LBS Saar bildet sie die Sparkassen-Finanzgruppe Saar.

## Bedeutung für die Region
Die SAARLAND Feuerversicherung AG ist als Teil der SAARLAND Versicherungen mit mehr als 40 Agenturen und 250 Filialen der Sparkasse in den 52 Gemeinden des Saarlandes vertreten. Die SAARLAND Versicherungen gelten als stärkster Wohngebäudeversicherer der Region.
Unter dem Dach der Regionalmarke SAARLAND Versicherungen unterstützt die SAARLAND Feuerversicherung AG regionale Institutionen und Aktionen in den Bereichen Kunst, Kultur, Sport und Soziales.

## Geschäftstätigkeit
Die SAARLAND Feuerversicherung AG ist vor allem im Saarland tätig und versichert unter der Marke SAARLAND Versicherungen Privat-, Gewerbe- und Industriekunden. Das Produktportfolio umfasst unter anderem Kfz-, Haftpflicht-, Hausrat-, Rechtsschutz- und Wohngebäudeversicherungen sowie Unfall-, Berufsunfähigkeit- und Gewerbeversicherungen.

## Geschichte

### Gründung
Am 30. Dezember 1950 wurde durch eine Verordnung der saarländischen Regierung die Feuerversicherungsanstalt zusammen mit der Lebensversicherungsanstalt Saarland als Anstalten des öffentlichen Rechts errichtet. Am 1. März 1951 folgte die Gründung unter der gemeinsamen Marke „SAARLAND Versicherungen“. Am 1. April 1951 wurde die Zulassung zum Geschäftsbetrieb veröffentlicht.
Die Feuerversicherungsanstalt Saarland verzeichnete in den ersten Jahren ihrer Geschäftstätigkeit einen Umsatz von 886 Millionen französische Francs mit 116 Angestellten und 12 Auszubildenden. Damit war sie deutlich größer als ihre zeitgleich gegründete Schwester, die Lebensversicherungsanstalt (242.000 französische Francs  und 16 Angestellte).
Die Nachfrage an dem Versicherungsangebot der Feuerversicherungsanstalt Saarland begründete sich auf der Konzentrierung der saarländischen Wirtschaft auf der Montanindustrie, einem Industriezweig, der auf Schutz bei Feuerschäden angewiesen war. Im Jahr 1953 belief sich die Höhe der Feuerschutzpolicen in der Schwerindustrie auf 100 Milliarden französische Francs.

### Übertragung auf den Sparkassen- und Giroverband Saar, SAARLAND Feuerversicherung als Aktiengesellschaft
Im Jahr 1989 wurde die Trägerschaft der SAARLAND Versicherungen inklusive Feuer- und Lebensversicherungsanstalt auf den Sparkassen- und Giroverband Saar übertragen. Im Gegenzug erhielten die SAARLAND Versicherungen eine Beteiligung in Höhe von 23,5 Prozent an der SaarLB.
Mit dem Ziel auf neue Herausforderungen des sich anbahnenden EG-Binnenmarkts reagieren zu können, wurden die SAARLAND Versicherungen im darauffolgenden Jahr in die SAARLAND Feuerversicherung AG und die SAARLAND Lebensversicherung AG als Aktiengesellschaften überführt.

### Beteiligung der Versicherungskammer Bayern
1997 beteiligte sich die Versicherungskammer Bayern mit 25 Prozent an den SAARLAND Versicherungsgesellschaften und damit auch an der SAARLAND Feuerversicherung AG. Seit 2001 hält sie die Mehrheit (50,09 Prozent) und besitzt seit 2018 100 Prozent an den SAARLAND Versicherungen im Tausch für Beteiligungen der saarländischen Sparkassen an der Versicherungskammer Bayern. 2021 wurde die Saarland Lebensversicherung aus den SAARLAND Versicherungen herausgelöst und gemeinsam mit der Bayern Lebensversicherung und der Öffentlichen Lebensversicherung Berlin Brandenburg Teil der Bayern-Versicherung.